# Slag bij Chaldiran
de Slag bij Chaldiran, (Perzisch: جنگ چالدران, Turks: Çaldıran Savaşı) (23 augustus 1514), was een militair gevecht waarbij de Ottomanen een beslissende overwinning behaalden op de Safawieden van Perzië (Iran) en vervolgens de controle over Oost-Anatolië verwierven. Hoewel het bezit van artillerie een beslissende overwinning voor de Ottomanen verzekerde, luidde de strijd het begin in van een lange oorlog tussen de rivaliserende moslimmachten om de controle over Anatolië en Irak.  

## Achtergrond
Sultan Selim I (Selim de Excellente, Dappere of Grimmige) had zijn vader, Bayezid II, in 1512 afgezet en zijn heerschappij geconsolideerd door veel van zijn neven te executeren, die rivaliserende aanspraken op de troon hadden. Selim begon de aandacht van het Ottomaanse rijk te verleggen van het westen naar het oosten door een campagne te beginnen om de dreiging van het sjiitische islamitische Safawidische-Perzische rijk te overwinnen, dat een macht in de regio was geworden na de val van de Timoeriden Rijk.

## de Slag
Selim verzamelde een enorm leger - meer dan 100.000 man sterk - en marcheerde Iran binnen, waar ze het kleinere en minder goed uitgeruste leger van de sjah aanvielen in Chaldirān, een provincie in de noordwestelijke provincie West-Azerbeidzjan. Op basis van lessen die waren opgedaan in oorlogen tegen Europese legers, werd het Ottomaanse leger gedisciplineerd, uitgerust met zware kanonnen en met musket bewapende Janissary-infanterie ingezet. Het Perzische-leger daarentegen vertrouwde op de cavalerieaanval en bezat geen artillerie.
ze vielen herhaaldelijk de Ottomaanse posities aan, de Perzische-cavalerie nam zware verliezen van het Ottomaanse kanon en werd afgeslagen door oevers van musketvuur. Het Perzisch leger werd op de vlucht gejaagd en de Ottomanen rukten op om de Safawidische-hoofdstad Tabriz in te nemen, waardoor toekomstige sjahs gedwongen werden hun hoofdstad verder naar het oosten te verplaatsen. Voortaan hadden de Ottomanen niet alleen een wal tegen oostelijke indringers, maar controleerden ze ook de zijdehandelsroutes Tabrīz-Aleppo en Tabrīz-Bursa. De strijd en de daaropvolgende Ottomaanse opmars waren instrumenteel in het smeden van een grens tussen de twee rijken die de hedendaagse grens tussen Turkije en Iran bepaalt.

## Nasleep
Na hun overwinning veroverden de Ottomanen op 7 september de toen Perzische hoofdstad Tabriz, die ze eerst plunderden en vervolgens evacueerden. De vrijdagpreek van die week in moskeeën door de hele stad werd in naam van Selim gehouden. Selim kon echter niet doorgaan na Tabriz vanwege de ontevredenheid onder de Janitsaren. Het Ottomaanse Rijk annexeerde met succes Oost-Anatolië (inclusief West-Armenië) en Noord-Mesopotamië van de Safawieden. Deze gebieden wisselden echter meerdere keren van eigenaar in de daaropvolgende decennia; de Ottomaanse greep zou pas worden ingesteld na de Vrede van Amasya in 1555 na de Ottomaans-Perzische-oorlog (1532-1555). Een effectieve regering en eyalets zouden pas over deze regio's worden ingesteld na het Verdrag van Zuhab van 1639. 
Nadat twee van zijn vrouwen en de hele harem waren gevangengenomen door Selim Ismail, was hij diepbedroefd en nam hij zijn toevlucht tot het drinken van alcohol. Zijn aura van onoverwinnelijkheid verbrijzeld, Ismail stopte met deelname aan regerings- en militaire aangelegenheden, vanwege wat de ineenstorting van zijn vertrouwen lijkt te zijn geweest.
Selim trouwde met een van de vrouwen van Ismail aan een Ottomaanse rechter. Ismail stuurde vier gezanten, geschenken en in tegenstelling tot hun eerdere uitwisselingen, lovende woorden aan Selim om haar te helpen ophalen. In plaats van zijn vrouw terug te geven, sneed Selim de neuzen van de boodschappers af en stuurde ze met lege handen terug.
Na de nederlaag bij Chaldiran maakten de Safawieden echter drastische binnenlandse veranderingen. Vanaf dat moment werden vuurwapens een integraal onderdeel van de Perzische legers en de zoon van Ismail, Tahmasp I, zette kanonnen in bij daaropvolgende veldslagen.
Tijdens de terugtrekking van de Ottomaanse troepen werden ze intensief lastiggevallen door de Georgische lichte cavalerie van het Perzische-leger, tot diep in het Ottomaanse rijk.
Het Mammeluk-sultanaat weigerde boodschappers te sturen om Selim na de slag te feliciteren en verbood het vieren van de Ottomaanse militaire overwinning. Daarentegen leidde de Ottomaanse verovering van Constantinopel tot dagen van festiviteiten in de Mammeluk-hoofdstad, Caïro.
Na de zegevierende slag van Chaldiran, wierp Selim I vervolgens zijn troepen naar het zuiden om het Mammeluk-sultanaat te bestrijden in de Ottomaanse Mammeluk-oorlog (1516-1517).